# Teratocephalida
Teratocephalida är en ordning av rundmaskar. Teratocephalida ingår i klassen Adenophorea, fylumet rundmaskar och riket djur.
Ordningen innehåller bara familjen Teratocephalidae.